# 11874 Ґрінґауз
11874 Ґрінґауз (11874 Gringauz) — астероїд головного поясу, відкритий 2 грудня 1989 року.
Тіссеранів параметр щодо Юпітера — 3,607.